# Півненко Олександр Сергійович
Олекса́ндр Сергі́йович Півне́нко (нар. 21 лютого 1986) — український військовослужбовець, бригадний генерал Національної гвардії України. Командувач Національної гвардії України, член Ставки Верховного Головнокомандувача (з 2023). Учасник російсько-української війни, що відзначився у ході російського вторгнення в Україну. Герой України (2023).

## Життєпис
Олександр Півненко народився 1986 року у НДР, в родині військовослужбовця.
2003 року закінчив Криворізький ліцей-інтернат з посиленою військово-фізичною підготовкою.
2008 року закінчив Військовий інститут танкових військ НТУ «ХПІ» (м. Харків), отримав диплом спеціаліста (тактичний рівень).
2021 року закінчив Національний університет оборони України (оперативно-тактичний рівень).
Проходив службу з 2008 до 2022 року в Окремому загоні спеціального призначення «Омега» Національної гвардії України в Києві та Харкові на посадах бійця, командира групи, першого заступника командира та командира.
Станом на 2011 рік офіцер загону спеціального призначення та боротьби з тероризмом 1-ї бригади оперативного призначення.
Від 2018 — командир окремого загону спеціального призначення «ОМЕГА» Східного територіального управління НГУ.
Брав активну участь в АТО/ООС; від 24 лютого 2022 — у відсічі повномасштабного російського вторгнення військ РФ в Україну. Того ж року призначений командиром 3-ї бригади оперативного призначення.
Проявив мужність та професіоналізм під час боїв за Харків, звільнення його передмість (зокрема селища Кутузівка, сіл Мала Рогань і Циркуни Харківського району) та утримання бойових позицій біля м. Торецьк Бахмутського району на Донеччині. Під командуванням полковника Олександра Півненка бійці 3 БрОП ліквідували значну кількість живої сили та військової техніки російських окупантів, зокрема чотири танки на об'їзній дорозі під Харковом у перший день широкомасштабного вторгнення та літак Су-25, пілота якого затримали; знищили вісім БМП, дві установки ЗУ-23-2, 22 одиниці автомобільної техніки та реактивну систему залпового вогню. Неодноразово допомагав з евакуацією мирного населення.
2023 року призначений начальником Східного територіального управління НГУ.
8 липня 2023 року указом Президента України призначений командувачем Національної гвардії України. 10 липня Міністр внутрішніх справ України Ігор Клименко представив Півненка командному складу НГУ.
25 липня 2023 року введений до Ставки Верховного Головнокомандувача.

## Скандали та звинувачення
9 травня 2025 року співробітники НАБУ провели обшуки у низки посадовців Національної гвардії України. Рішенням Міністра внутрішніх справ шість посадовців відстороненні від займаних посад на час проведення розслідування. 12 травня у НГУ повідомили, що командувач Національної гвардії України продовжує виконувати свої обов'язки.

## Особисте життя
2004 рік встановив рекорд Харківського інституту танкових військ, виконавши за 55 хвилин 301 підйом-переворот.
24 березня 2019 року брав участь у забігу на 21,097 км
| 34 | Пивненко Александр | 568 | 00:42:51 | 01:26:12 | 4:05 | МУЖ | 27 |

23 грудня 2020 року особистий рекорд у виконанні вправи на прес 30 хв — 870 повторів.
9 грудня 2021 року особистий рекорд у виконанні вправи на прес 60 хв — 1756 повторів.

## Нагороди
- орден святого вмч. Юрія Переможця Митрополита Київського і всієї України (17 лютого 2025) — за віддане служіння Богові й України, та жертовність у захисті добра і правди;
- знак пошани Харківської обласної ради «За заслуги перед Харківщиною» (06 листопада 2023 року) — за сумлінне виконання обов'язків, вірність українському народу, особисту мужність під час захисту державного суверенітету та територіальної цілісності України;
- звання Герой України з вручення ордена «Золота Зірка» (23 березня 2023) — за особисту мужність і героїзм, виявлені у захисті державного суверенітету та територіальної цілісності України, самовіддане служіння Українському народові[19];
- орден «За мужність» II ступеня (30 квітня 2022) — за особисту мужність і самовіддані дії, виявлені у захисті державного суверенітету та територіальної цілісності України, вірність військовій присязі;[20]
- орден «За мужність» III ступеня (17 червня 2016) — за особисту мужність і високий професіоналізм, виявлені у захисті державного суверенітету та територіальної цілісності України, вірність військовій присязі;[21]
- почесна грамота Київської обласної державної адміністрації із врученням іменного годинника (30 березня 2011) — за багаторічну бездоганну службу, зразкове виконання службових обов'язків, високий професіоналізм та у зв'язку із Днем внутрішніх військ Міністерства внутрішніх справ України.[22]

## Військові звання
- бригадний генерал (29 вересня 2023)[23]